# IPadOS 13
iPadOS 13 est la première sortie majeure du système d'exploitation mobile iPadOS développé par Apple pour ses tablettes tactiles iPad,. Il s'agit du successeur d'iOS 12 sur ce type d'appareil. Le système d'exploitation a été présenté lors de la WWDC 2019 comme un dérivé d'iOS mais accentué pour le mutlitâche sorti en septembre 2019.

## Nouvelles fonctionnalités d'iPadOS 13

### Écran d'accueil
Au contraire d'autres versions d'iOS, iPadOS peut afficher jusqu'à cinq rangées et six colonnes d’applications sur une seule page, peu importe que l'appareil soit en orientation portrait ou paysage.
La première page de l'écran d'accueil peut être configurée pour afficher une rangée de vignettes interactives d'applications affichant une multitude d'informations pratiques.

### Multitâche
Il était déjà possible de jouer des vidéos en Picture in Picture, de mettre deux applications différentes côte à côte.
Il était même possible dans Safari, d'afficher deux onglets différents côte à côte.
Mais iPadOS offre maintenant plus de flexibilité.
Il est ainsi possible, pour les applications qui auront été mises à jour, d'afficher 2 documents différents en même temps.
Il est même possible d'ouvrir 2 fois la même application, ce qui n'était pas le cas jusqu'à présent.
Il sera ainsi possible d'avoir, dans l'application notes, par exemple, plusieurs fenêtres dédiées à des notes, et passer de l'une à l'autre très facilement.

### Améliorations de l’Apple Pencil
Avec iPadOS, Apple réussit à réduire la déjà faible latence de 20ms du stylet Apple Pencil à seulement 9 ms, un gain de réactivité non perceptible à l'œil nu mais pourtant réel.
Apple dit s’être appuyée sur des algorithmes de prédiction avancés et de nombreuses optimisations logicielles pour arriver à ce résultat.
Des améliorations ont été portées à la capture d’écran avec l’Apple Pencil : faire glisser le stylet depuis le coin droit ou gauche de l’écran permet de capturer l’image à l’écran ou toute la page selon les applications (Safari autorise la capture entière de la page web, s’il s’agit d’un article de presse par ex.).

### Nouvelle gestuelle

#### Copier/Coller
iPadOS introduit de nouvelles gestuelles pour pouvoir passer d'une application à l'autre (ou plutôt d'une fenêtre à l'autre) dans le SlideOver.
iPadOS facilitera le copier/coller d’une sélection en utilisant des gestes impliquant 3 doigts (on referme les 3 doigts pour faire le copier de la sélection. On ouvre les 3 doigts pour faire le coller de la sélection.)
Si on referme deux fois de suite les 3 doigts, ça fera un couper au lieu d’un copier.
Si vous avez du mal à effectuer ces gestes, appuyer avec vos 3 doigts sur le texte sélectionné et un pop-up menu apparaîtra, vous permettant de choisir entre couper, coller…

#### Sélection Multiple
L'autre gestuelle qui est la bienvenue est la sélection multiple d’éléments.
Il suffit maintenant de sélectionner un élément et ensuite de descendre sur les autres éléments avec 2 doigts pour qu'ils soient sélectionnés.
Simple, rapide, efficace.

### Raccourcis
Raccourcis sera maintenant intégré à iPadOS. Ce n'est plus une application à installer à part, comme c'était le cas jusqu'à présent.
Le fait que Raccourcis soit directement intégré au système d'exploitation permettra à l'utilisateur d'exécuter automatiquement un raccourci à un moment donné ou selon un événement.

### Fichiers
L'application Fichiers va permettre de lire et d'écrire sur des cartes mémoires, clefs USB, ou même disques durs, pour autant qu'elles soient au bon format.
Avec iPadOS, seuls les formats FAT32, ExFAT, APFS et HFS+ seront supportés. Ces deux derniers (APFS et HFS+) ne seront supportés que si pas chiffrés. Il sera également possible de « monter » des disques SMB. Depuis iPadOS 13.4, il est également possible de partager des dossiers iCloud Drive depuis l’application.

### Gestionnaire de polices
La gestion des polices de caractères.
On pourra en acheter depuis l’AppStore et les gérer depuis une app dédiée.

### Gestionnaire de téléchargement
Un gestionnaire de téléchargement est désormais intégré à iPadOS.
Tout fichier téléchargé depuis Safari sera enregistré à la racine du dossier Téléchargements de l’iCloud Drive de l’utilisateur.
(il est possible, via les paramètres d’indiquer dans quel dossier de l’iCloud, le fichier téléchargé sera enregistré, mais par défaut, ce sera le dossier Téléchargements).
Certains fichiers, tels les extraits de musique ou vidéos peuvent être lus directement sans téléchargement préalable. À cet effet, la demande sera faite à l’utilisateur avec une bulle d’information avant le téléchargement.

### Safari en mode de bureau
Safari offrait déjà la possibilité de forcer les pages web à s’afficher de la même manière qu’une page web de bureau sur un terminal mobile sur de précédentes versions d’iOS.
Avec iPadOS, la tablette n’est plus considérée comme un terminal mobile mais comme un appareil à part entière : le mode bureau sera le comportement adopté par défaut pour l’affichage des pages web et de la navigation sur Internet.

### Support des souris et trackpad
Avec iPadOS 13, l’utilisation d’une souris devient en partie possible grâce à une option d’accessibilité. Mais c’est avec la sortie d’iPadOS 13.4 que l’utilisation d’un trackpad ou d’une souris devient réellement possible. On peut ainsi bénéficier d’une plus grande précision et parcourir le système avec un curseur rond qui s’adapte sur du texte en un curseur fin et sur une icône il prend la forme de l’icône.

## Appareils compatibles
iPadOS est disponible depuis le 24 septembre 2019 sur les appareils suivants :

### iPad
- iPad Air 2
- iPad Air 3
- iPad (2017)
- iPad (2018)
- iPad (2019)
- iPad mini 4
- iPad mini 5
- iPad Pro (12,9")
- iPad Pro (11")
- iPad Pro (9,7")
- iPad Pro (10,5")

Ne seront pas compatibles :
- iPad mini 2
- iPad mini 3
- iPad Air